# Tyfon (sygnalizator akustyczny)

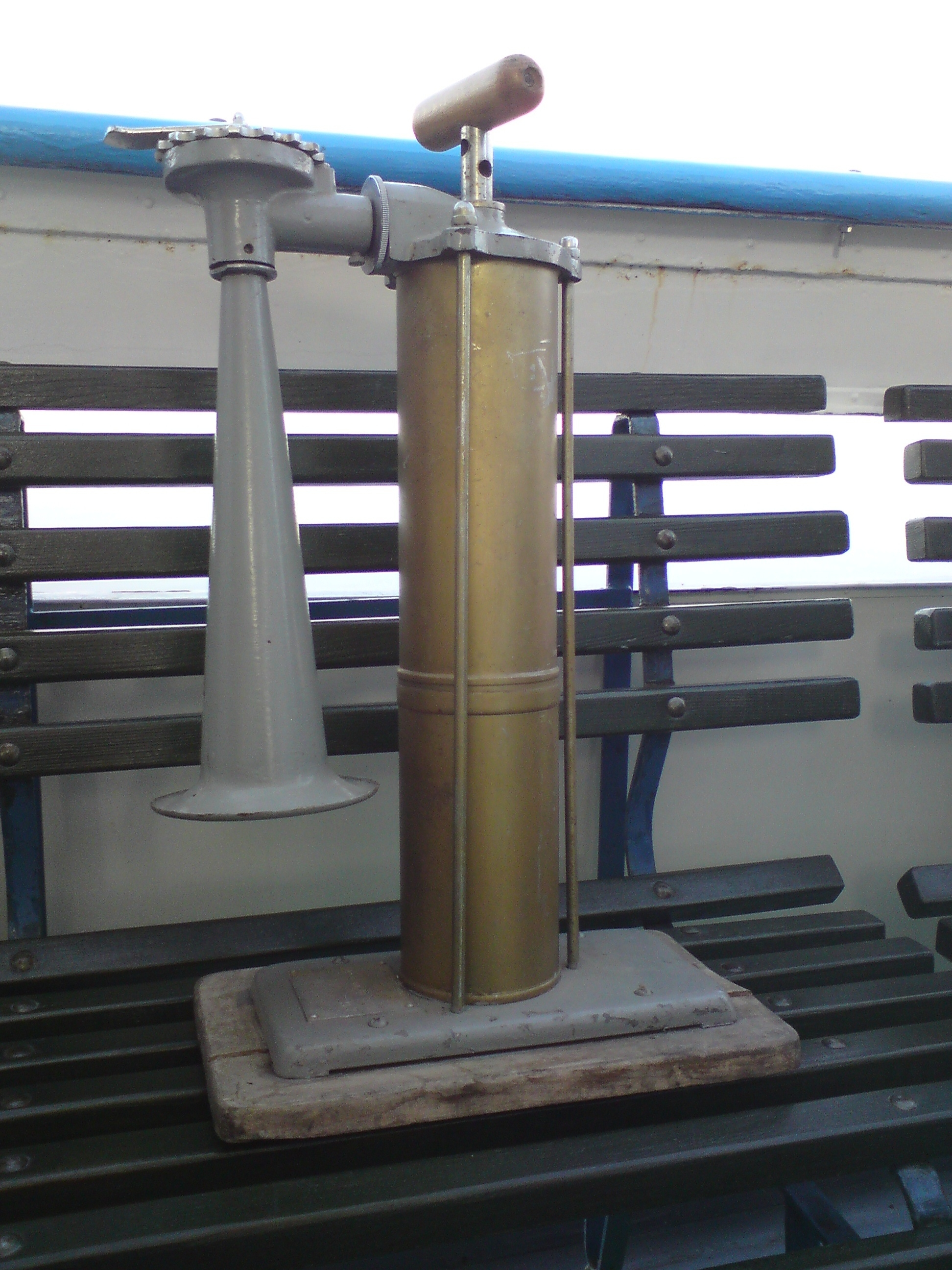
przenośny sygnalizator akustyczny używany na statkach także jako sygnał mgłowy w żegludze, produkcji polskiej – odpowiednik Tyfona

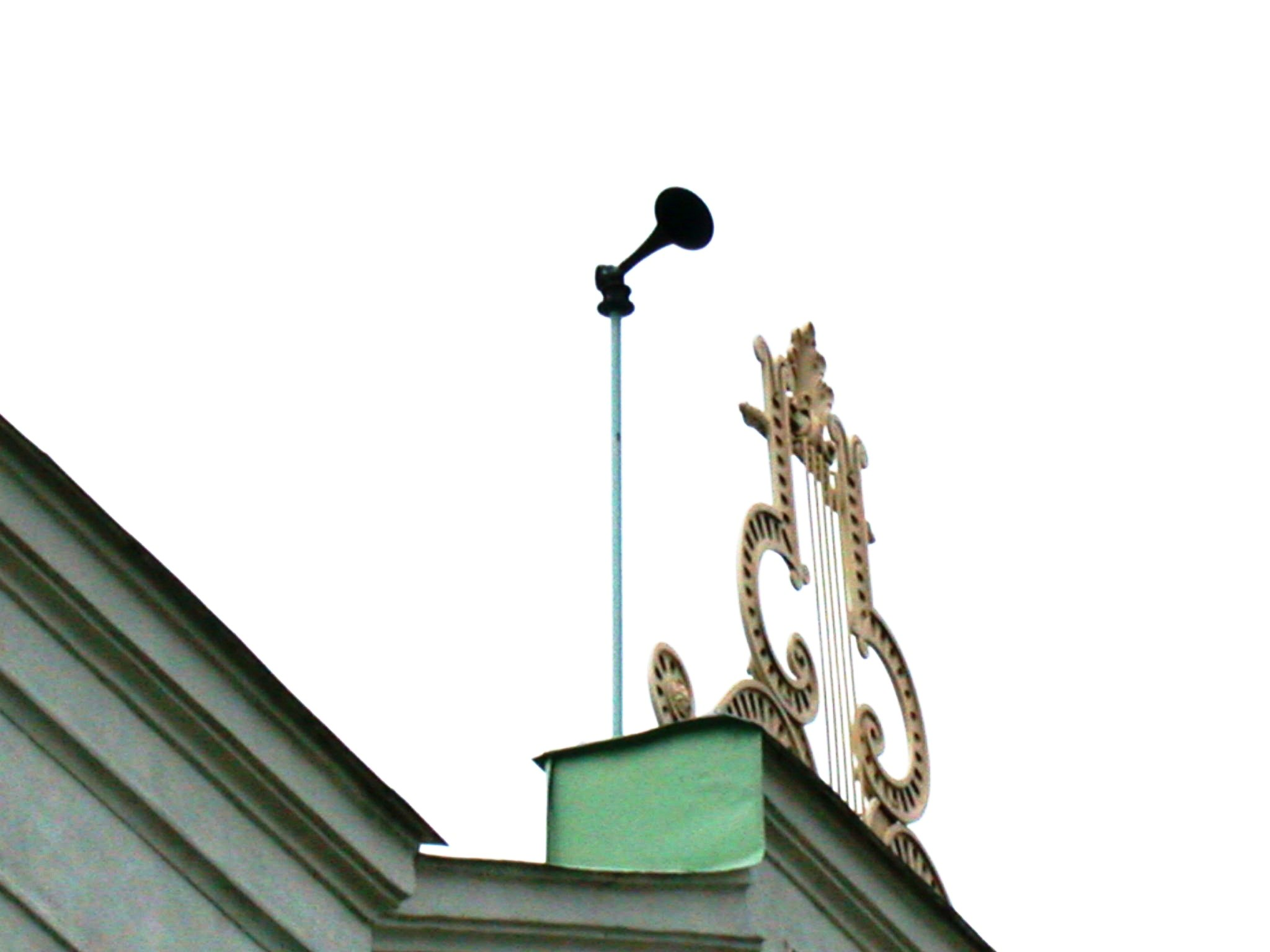
Tyfon jako sygnalizator alarmowy
(na dachu teatru w Kalmar, Szwecja)

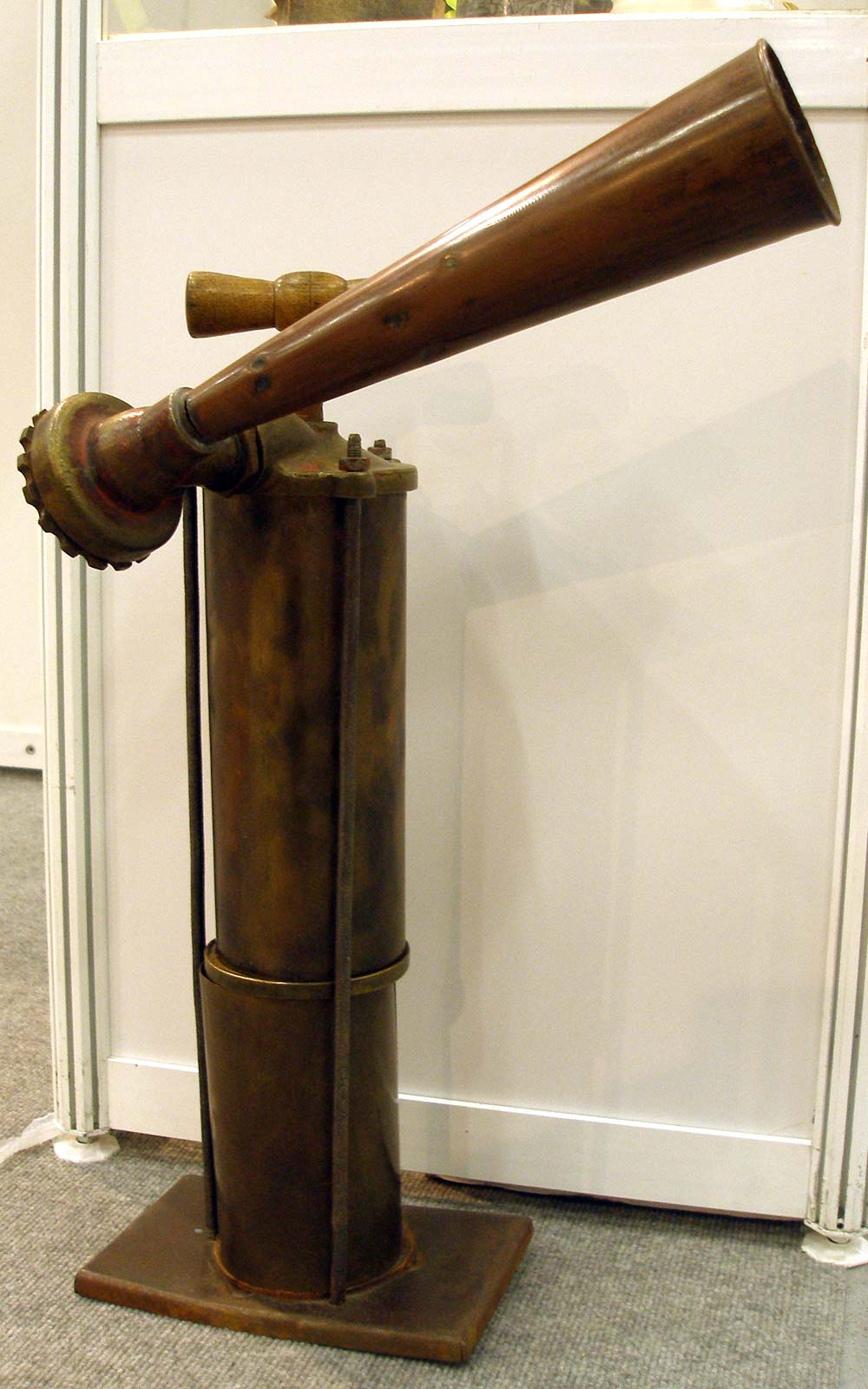
przenośny sygnalizator akustyczny dla straży pożarnej - Leofon

Tyfon – pneumatyczny sygnalizator dźwiękowy, rodzaj gwizdka, w którym dźwięk wytwarzany jest przez strumień powietrza lub pary przepływający przez otwory w sąsiedztwie wibrującej tarczy. Urządzenie oparte jest na patencie Helgego Rydberga, asystenta na Uniwersytecie w Lund z ok. 1920. „Tyfon” jest zarejestrowanym znakiem towarowym pneumatycznych sygnalizatorów dźwiękowych produkowanych przez «Kockum Sonics» z Dübendorf w Szwajcarii (część «Kockumation Group» z Malmö). Używany w żegludze jako sygnał akustyczny lub mgłowy – w wersji stacjonarnej nazywany nautofonem. Wersja przenośna składa się z wydajnej pompy ręcznej połączonej z sygnalizatorem akustycznym. W innych wersjach używany jako sygnał dźwiękowy w kolejnictwie i motoryzacji.